# Башкирская мифология
Башкирская мифология — устное или письменное повествование, передающее представления башкир о мире, месте человека в нём, о происхождении всего сущего, форма массового переживания и истолкования действительности при помощи чувственно наглядных образов. В мифах проводится метафорическое сравнение природных и культурных явлений, одушевление окружающей природной среды. Мифы, в старину, имели для людей отношение к божественному, религиозному, небесному, потустороннему, люди наделяли их строгой достоверностью.
Башкирские мифы воплотились в башкирском языке; в обрядах и ритуалах башкир, их обычаях, поверьях и приметах. Мифы нашли отражение в эпосах «Акбузат», «Заятуляк менэн Хыухылу», «Кунгыр буга», «Урал-батыр», легендах, сказках, пословицах, поговорках, загадках; орнаменте и др.
Научная систематизация башкирских мифов проводилась на основе разных научных подходов:
- Аллегорический подход представляет миф, как психологическое явление, обусловленное поиском башкир аналогий в природных явлениях или в обожествлении героев.
- Теистический подход основан на вере в реальности показанного в мифе явления, в соединении сверхъестественного и природного. Здесь преобладает религиозная мифология.
- Символическая теория мифа основывается на различии чувственного и логического в сознании. В символической теории мифа показанный образ рассматривается как знак, представляющий некий определенный смысл[1].
- Согласно лингвистической теории суть мифа надо искать в его неразрывной связи с башкирским языком. В некоторых диалектах башкирского языка сохранился термин для обозначения повитухи «мать воды», указывающий на связь воды c рождением ребенка.
- Антропогеографический подход связывает с локальной национальной культурой.
- Материалистический подход объясняет миф, как фантастическое отражение материального мира, имеющее связь с классовыми интересами людей.

## История

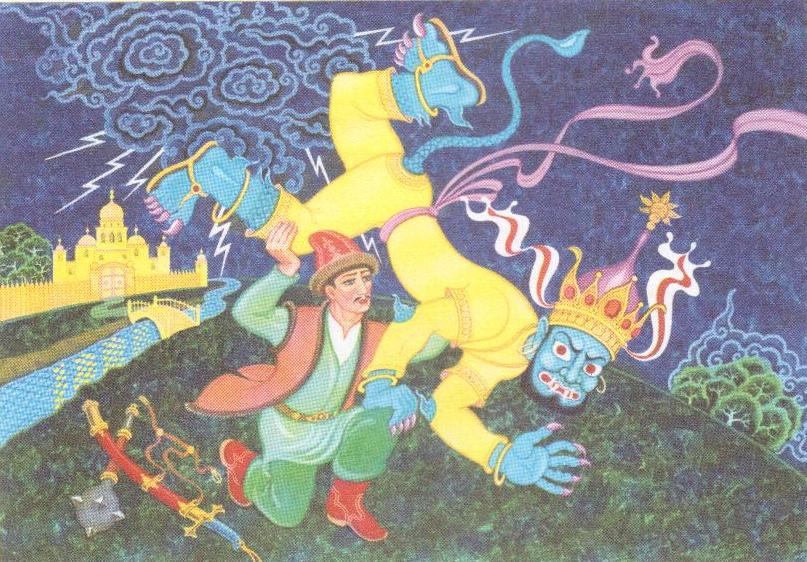
Урал-батыр против гигантского Дива

Мифология башкирского народа связана с мифологиями иранских, тюрко-монгольских народов. Однако, несмотря на то, в башкирском этносе есть элементы ираноязычных (сармато-аланских), тюрко- и монголоязычных подразделений, мифологические представления башкирского народа отличаются своеобразной цельностью. На Южном Урале уже в V−I веке до н. э. существовал этнос — носитель религиозно-философских и космогонических представлений, представленных в эпосе «Урал батыр», который стал основой башкирского народа.
Основа башкирской мифологии создана в домусульманский период истории башкир. Древние мифологические образы башкир показаны в эпосах «Урал батыр», «Заятуляк и Хыухылу», «Акбузат», «Куныр буга», «Лаипан» и др.
Древнебашкирская мифология включает в себя мифы, имеющих космогонический («Урал-батыр») и антропогонический характер. Религиозно-философские дуалистические представления народа представлены в мифологии единством борьбой двух противоположных начал: добра и зла, света и тьмы и т. п. (противостояние родных братьев Урала и Шульгана). Урал олицетворяет добрые силы, в желании отыскать родник с живой водой и уничтожить смерть на земле. В поисках воды герой встречается со своим братом Шульганом, олицетворяющим зло.
Башкирские антропогонические мифы по-разному описывают происхождения человека. В домусульманском периоде рождение человека происходит с участием природных явлений: на воду падают солнечные лучи, отчего та оживает, рождая младенца мужского пола, названного Алып. В других вариантах первочеловек был создан из земли, душу же в него вдохнул Худай (Бог).
Множество антропогонических мифов башкир имеют тотемический характер, связанный с представлениями башкир о происхождении рода или племени. Тотемические мифы повествуют происхождении некоторых родов от волка, медведя, коня. У башкир сохранилось предание о происхождении этноса от волка. Название «башкорт», по мнению некоторых исследователей (Р. Г. Кузеев), относится к тотему «корт, курт», то есть «волк».
С мифологическими персонажами связаны названия природных объектов РБ, селений (Абзалил): Урал-батыр имеет отношение к Уральским горам. С демонологическими существами связаны топонимы: Шайтанбаскантау (шайтан баҫҡан тау — гора, на которую ступил шайтан), Аждахалыкисеу (аждаһалы кисеү — брод, где обитает существо аждаха), Барейкуле (бәрей күле — озеро пярий) и др.
В мусульманский период появились антропогонические мифы, описывающие о происхождении человека, загробную жизнь, представления о конце света и др.

## Наука
Изучение башкирской мифологии имеет древние корни. О башкирских мифах упоминает арабский путешественник и писатель 1-й половины X века Ибн Фадлан. Сведения по башкирской мифологии можно найти в трудах исследователей XVIII—XIX веков И. И. Георги, Р. Г. Игнатьева, П. М. Кудряшёва, И. И. Лепёхина, М. В. Лоссиевского, Д. П. Никольского, П. С. Палласа, П. Е. Размахнина, В. С. Юматова и др. Систематический анализ башкирских мифов проведен российским археологом, антропологом и этнологом С. И. Руденко в работе «Башкиры: опыт этнологической монографии».
Проводимый начальный или собирательный этап изучения башкирской мифологии характеризовался поиском и описанием мифов, однако отсутствие у исследователей знаний башкирского языка, норм жизни башкирского народа не позволяло проникнуть в мировоззренческие основы народа, скрытые за спецификой языка.
Первыми башкирскими учёными, изучающими мифы народа Б. Г. Юлуев и М. И. Уметбаев.
Во 2-й половине XX — начале XXI века башкирской мифологии изучается К. Мэргэном в его работе «Отражение мифологических воззрений в башкирском фольклоре» (1968), Ф. А. Надршиной «Халыҡ хәтере» (1968; «Память народная»), М. М. Сагитовым «Боронғо башҡорт ҡобайырҙары» (1987; «Древние башкирские кубаиры»), С. А. Галиной «Башкирский мифологический эпос» (1999), В. Г. Котовой «Башкирский эпос „Урал-батыр“» и др.
Мифологические понятия описаны Хисамитдиновой в её словаре «Башҡорт мифологияһы: белешмә-һүҙлек» (2002; «Башкирская мифология: словарь-справочник»).